# Silver (Johnny Cash)
Silver è il trentaseiesimo album in studio del cantante country statunitense Johnny Cash, pubblicato nel 1979.

## Tracce
1. The L & N Don't Stop Here Anymore (Jean Ritchie) – 3:17
2. Lonesome to the Bone (Cash) – 2:40
3. Bull Rider (Rodney Crowell) – 3:12
4. I'll Say It's True (Cash) – 2:48 (con George Jones)
5. (Ghost) Riders in the Sky (Stan Jones) – 3:49
6. Cocaine Blues (T. J. "Red" Arnall) – 3:21
7. Muddy Waters (Phil Rosenthal) – 3:29
8. West Canterbury Subdivision Blues (Jack Clement) – 3:48
9. Lately I Been Leanin' Toward the Blues (Billy Joe Shaver) – 2:37
10. I'm Gonna Sit on the Porch and Pick on My Old Guitar (Cash) – 3:04